# Memorias del corazón
Memorias del Corazón es un disco compuesto por 13 tracks, 9 covers y 4 temas inéditos, que han sido canciones de importantes compositores: las canciones cuentan con nuevos arreglos y muchas son interpretadas por primera vez por una mujer.
Grabado en México (Índice Records), España - Málaga (Duende Producciones) y Los Ángeles, C.A - EE. UU (Regio Studios) bajo la producción del exitoso compositor y productor pop Jorge Avendaño, quien ya había trabajado con Edith Márquez en sus tres primeros discos. Dirección A&R Manuel Calderón 
El disco contó con la participación de distintos arreglistas de prestigio internacional; tales como el Maestro Eduardo Magallanes, Marco Gamboa, Jesús "Chuy" Flores, Fernando de Santiago, Norberto Isla, Jesús León y Paco León (Proyecto Duende), y el propio Jorge Avendaño, encargado de la dirección de todo el proyecto musical.
El disco ha vendido más de 270 000 mil copias en 60 semanas, posicionándose así Memorias del Corazón en el primer lugar de ventas en la tienda de discos Mix Up por más de dos meses y medio, con esto Edith Márquez recibió el disco de oro y, el disco de platino por las altas ventas de producción, además según la lista de ventas más importante del país, Edith Márquez es la artista más vendedora actualmente en toda la República Mexicana.
Además a un año y medio de haber salido el disco a la venta sigue en los 40 primeros lugares según la lista de Amprofon.

## Lista de canciones
|    | Título                      | Escritura                                  | Duración |
| -- | --------------------------- | ------------------------------------------ | -------- |
| 1  | "Total"                     | Ricardo G. Perdomo                         | 03:32    |
| 2  | "Déjenme Si Estoy Llorando" | Alfonso Curiet, Nelson Ned                 | 03:08    |
| 3  | "Si No Te Hubieras Ido"     | Marco Antonio Solís                        | 04:48    |
| 4  | "Aire"                      | Jorge Avendaño                             | 04:09    |
| 5  | "A Puro Dolor"              | Omar Alfano                                | 03:32    |
| 6  | "No Renunciaré"             | J. Ruiz Venegas                            | 04:10    |
| 7  | "Vuélveme a Querer"         | Jorge Avendaño                             | 03:44    |
| 8  | "Devuélveme"                | Javier Avilés, Jesus León y Francisco León | 04:46    |
| 9  | "Así Fue"                   | Juan Gabriel                               | 04:44    |
| 10 | "Adiós"                     | Alberto Sánchez                            | 03:44    |
| 11 | "Fue Un Placer Conocerte"   | Juan Gabriel                               | 03:08    |
| 12 | "Hazme Olvidarlo"           | Álvaro Torres                              | 04:00    |
| 13 | "La Memoria Del Corazón"    | Jorge Avendaño                             | 04:49    |

## Sencillos
1. "Total". #1 (MEX).
2. "Devuélveme".

## Músicos
| Nombre                                                                     | Instrumento                               |
| -------------------------------------------------------------------------- | ----------------------------------------- |
| Edith Márquez                                                              | cantante                                  |
| Pavel Cal, Fernando de Santiago, Jesus "Chuy" Flores, Javier Avilés        | Guitarras eléctricas, Guitarras acústicas |
| José Juan Pantoja                                                          | Guitarra española                         |
| Pepe Hernández                                                             | Bajo                                      |
| Efrén Guzmán                                                               | Batería                                   |
| Isidro Martínez, Moisés García, Antonio Méndez                             | Trompetas                                 |
| Esteban Rivera, Faustino Díaz                                              | Trombones                                 |
| Roger Hudson, Paola Vanessa Gonzáles, Chandé, Jesús León (Proyecto Duende) | Coros                                     |
| Willian Valdés, Antonio Moles                                              | Percusiones                               |
| Jorge Avendaño, Julio Quevedo, Norberto Islas                              | piano acústico                            |
| Jesús León, Paco León, Julio Quevedo, Norberto Islas                       | Teclado y piano                           |

## Edición especial (Más Memorias del Corazón)
A mediados de febrero salió a la venta lo que sería una segunda edición del disco Memorias del Corazón: esta segunda edición lleva por nombre Más Memorias del Corazón, la cual incluye dos temas más que son: Ya lo sé tú te vas y Total (en versión ranchera), y un DVD que incluye cinco canciones en karaoke y demás material fotográfico.

### Listado de canciones
CD:
|    | Título                      | Escritura                                  | Duración |
| -- | --------------------------- | ------------------------------------------ | -------- |
| 1  | "Total"                     | Ricardo G. Perdomo                         | 03:32    |
| 2  | "Déjenme Si Estoy Llorando" | Alfonso Curiet, Nelson Ned                 | 03:08    |
| 3  | "Si No Te Hubieras Ido"     | Marco Antonio Solís                        | 04:48    |
| 4  | "Aire"                      | Jorge Avendaño                             | 04:09    |
| 5  | "A Puro Dolor"              | Omar Alfano                                | 03:32    |
| 6  | "No Renunciaré"             | J. Ruiz Venegas                            | 04:10    |
| 7  | "Vuélveme a Querer"         | Jorge Avendaño                             | 03:44    |
| 8  | "Devuélveme"                | Javier Avilés, Jesus León y Francisco León | 04:46    |
| 9  | "Así Fue"                   | Juan Gabriel                               | 04:44    |
| 10 | "Adiós"                     | Alberto Sánchez                            | 03:44    |
| 11 | "Fue Un Placer Conocerte"   | Juan Gabriel                               | 03:08    |
| 12 | "Hazme Olvidarlo"           | Álvaro Torres                              | 04:00    |
| 13 | "La Memoria Del Corazón"    | Jorge Avendaño                             | 04:49    |

Pistas adicionales
|    | Título                     | Escritura      | Duración |
| -- | -------------------------- | -------------- | -------- |
| 14 | "Ya Lo Sé Que Tú Te Vas"   | Juan Gabriel   | 04:49    |
| 15 | "Total (Versión Ranchera)" | Jorge Avendaño | 04:49    |

DVD:
Pistas en karaoke:
1. "Total"
2. "Déjenme si Estoy Llorando"
3. "Si no te Hubieras Ido"
4. "Aire"
5. "A Puro Dolor"